# Riopy

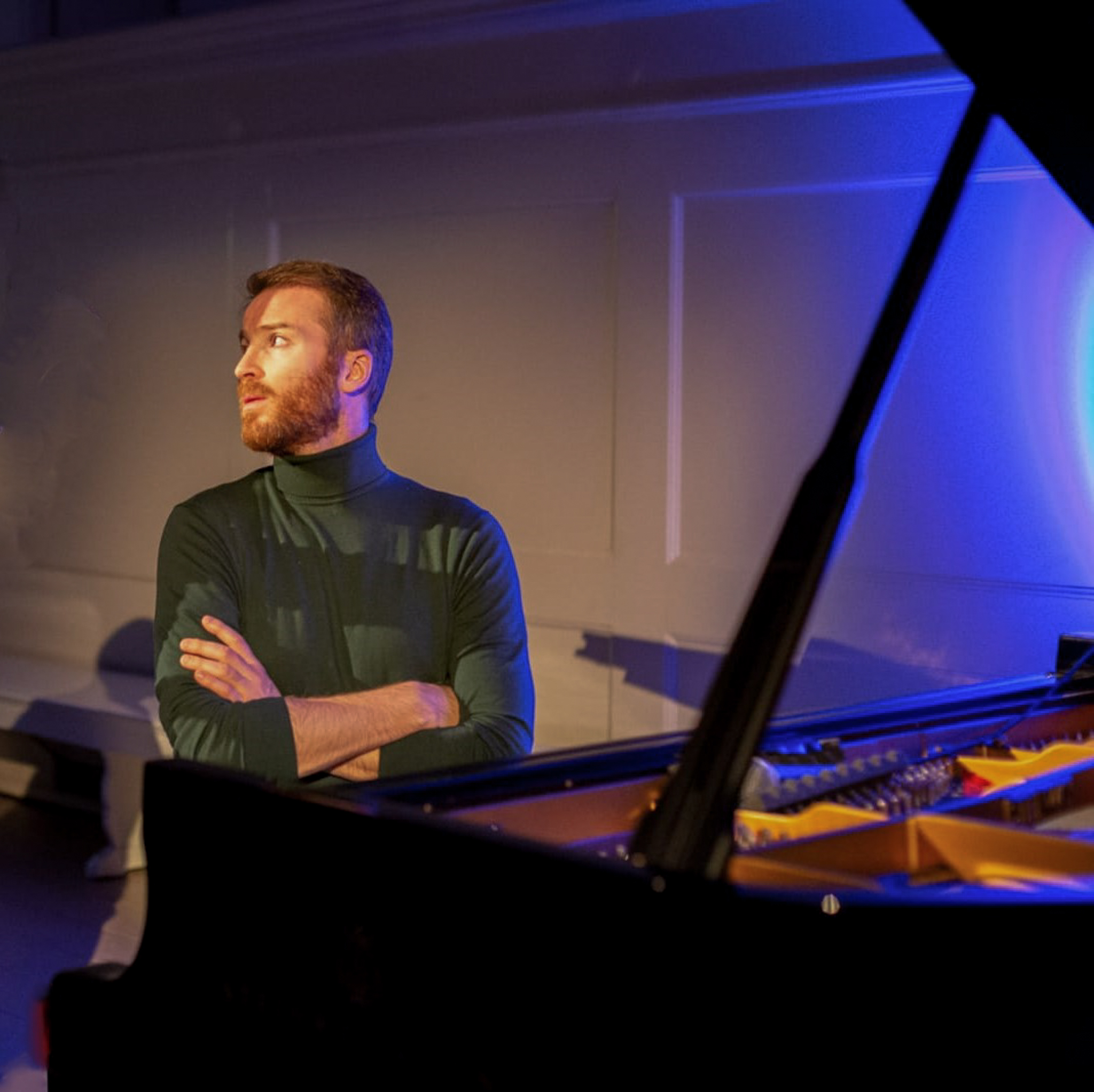
Riopy (2024)

Riopy, bürgerlicher Name Jean-Philippe Rio-Py (* 1983 in Frankreich), ist ein französisch-britischer Pianist und Komponist.
Er wuchs in einer extremistischen Sekte in Frankreich auf und brachte sich im frühen Alter autodidaktisch das Klavierspiel bei. Mit 21 Jahren zog er nach England, wo er in einem Musikgeschäft nahe London arbeitete und später an der Oxford Brookes University studierte. Riopy hat Musik für Werbekampagnen von Unternehmen wie IKEA, Mercedes, Samsung und Giorgio Armani komponiert.
Riopy ist bekannt für seine minimalistischen Klavierstücke, die farbenreiche Klanglandschaften schaffen. Seine Musik wird oft als beruhigend beschrieben und hat ihm eine wachsende internationale Zuhörerschaft eingebracht. Im Jahr 2017 unterzeichnete er einen Vertrag mit Warner Classics und veröffentlichte ein Jahr später sein erstes Album Riopy auf dem Steinway & Sons-Piano, das ihm Chris Martin von Coldplay wenige Jahre zuvor geschenkt hatte.
Riopys zweites Album Tree of Light, das im Jahr 2019 veröffentlicht wurde, brachte ihm internationale Anerkennung ein. Das Album war fast 120 Wochen lang in den Billboard Classical Charts vertreten. Riopy beschreibt seine Musik darauf als Ausdruck seiner inneren Reise zu Liebe und Weisheit. Für das Klavierstück Flo verfasste die Sängerin Lana Del Rey einen Text, der auf ihrem Album Did You Know That There’s a Tunnel Under Ocean Blvd als Grandfather Please Stand on the Shoulders of My Father While He’s Deep-Sea Fishing zu hören ist.